# Kerbela monotona
Kerbela monotona är en fjärilsart som beskrevs av Hans Georg Amsel 1949. Kerbela monotona ingår i släktet Kerbela och familjen Crambidae. Inga underarter finns listade i Catalogue of Life.